# Ein Herz, das seinen Jesum lebend weiß, BWV 134
Ein Herz, das seinen Jesum lebend weiss, BWV 134 (Un cor que sap que el seu Jesús és viu), és una cantata religiosa de Johann Sebastian Bach per al dimarts de Pasqua, estrenada a Leipzig, l'11 d'abril de 1724.

## Origen i context
D'autor desconegut, és una paròdia de la cantata profana BWV 134a estrenada el dia de Cap d'Any de 1719 a Köthen; Bach n'aprofità sis dels vuit números. Fou interpretada de nou, amb alguns retocs, el 27 de març de 1731 i l'11 d'abril de 1735. El text, sense referències bíbliques ni coral, se centra en la festa pasqual, la Resurrecció de Jesús. Com passa sovint en les cantates d'origen profà, comença amb una recitatiu i no conté el coral final habitual. Per a aquest tercer dia de Pasqua es conserven dues altres dues cantates BWV 145 i BWV 158.

## Anàlisi
Obra escrita per a contralt, tenor i cor; dos oboès, corda i baix continu. Consta de sis números.
1. Recitatiu (contralt i tenor): Ein Herz, das seinen Jesum lebend weiss (Un cor que sap que el seu Jesús és viu)
2. Ària (tenor): Auf, Gläubige, singet die lieblichen Lieder (Endavant, creients, canteu belles cançons)
3. Recitatiu (contralt i tenor): Wohl dir, Gott hat an dich gedacht (Feliç Tu. Déu ha pensat en Tu)
4. Ària (duet de contralt i tenor): Wir danken und preisen dein brünstiges Lieben (Agraïm i lloem el teu fervent Amor)
5. Recitatiu (tenor i contralt): Doch würke selbst den Dank in unserm Munde (Així, modela Tu la gratitud en nostres boques)
6. Cor: Erschallet, ihr Himmel, erfreue dich, Erde (Ressoneu, Cels, alegra't, Terra)

La cantata comença amb un recitatiu secco de tenor i la resposta del contralt en arioso amb una vocalització repetida sobre freut sich (com se n'alegra). El segon número, és una ària de tenor, l'única de l'obra, acompanyada per una orquestra de corda, que consta de les tres seccions habituals d'una ària da capo, on hi destaquen les sonoritats orquestrals molt vives amb els oboès i violins mesclats. El número 3, és un diàleg entre els dos protagonistes que al final es fonen per cantar la condició extrema de la tomba i la mort. Segueix un ària-duet, en què les dues veus, contralt i tenor, amb un paper destaca del primer violí, tendeixen a ajuntar-se; és una de les àries més llargues, uns deu minuts, compostes per Bach. El moviment següent, és un recitatiu dialogat, també de contralt i tenor, que acaba amb un cant d'acció de gràcies, Preis und Dank (Glòria i Gratitud et siguin donades), paraules sobre les que el contralt hi fa una breu vocalització. El número final, és un cor esplèndid, bàsicament un motet amb parts destinades als solistes i altres al grup vocal. Aquesta cantata té una durada aproximada d'una mitja hora.

## Discografia seleccionada
- J.S. Bach: Das Kantatenwerk. Sacred Cantatas Vol. 7. Gustav Leonhardt, Knabenchor Hannover (Heinz Hennig, director), Collegium Vocale Gent (Philippe Herreweghe, director), Leonhardt-Consort, René Jacobs, Marius van Altena. (Teldec), 1994.
- J.S. Bach: The complete live recordings from the Bach Cantata Pilgrimage. CD 14: Georgenkirche, Eisenach; 24 i 25 d'abril de 2000. John Eliot Gardiner, Monteverdi Choir, English Baroque Soloists, Daniel Taylor, James Gilchrist. (Soli Deo Gloria), 2013.
- J.S. Bach: Complete Cantatas Vol. 10. Ton Koopman, Amsterdam Baroque Orchestra & Choir, Michael Chance, Paul Agnew. (Challenge Classics), 2004.
- J.S. Bach: Cantatas Vol. 18. Masaaki Suzuki, Bach Collegium Japan, Robin Blaze, Makoto Sakurada. (BIS), 2002.
- J.S. Bach: Church Cantatas Vol. 42. Helmuth Rilling, Gächinger Kantorei, Bach-Collegium Stuttgart, Helen Watts, Adalbert Kaus. (Hänssler), 1999.
- J.S. Bach: Cantatas for the Liturgical Year, vol. 17. Sigiswald Kuijken, La Petite Bande, Petra Noskaiova, Christoph Genz. (Accent Records), 2013.